# Federigo Zuccari (astronome)
Pour les articles homonymes, voir Zuccari.
Federigo Vincenzo Antonio Ludovico Zuccari (Isola di Sora, 26 août 1783 - Barra, Naples, 15 décembre 1817) était un astronome italien, professeur d'astronomie à l'Université de Naples, professeur de géographie mathématique à l'Académie militaire de Naples et directeur de l'Observatoire astronomique de Naples.

## Biographie
En 1807, Federigo Zuccari est nommé professeur de géographie mathématique à la Real Scuola della Nunziatella. Après la mort de l'astronome Ferdinando Messia de Prado, directeur de l'Observatoire de Naples, il est envoyé, en 1809 à Milan à l'Observatoire de Brera pour se spécialiser en astronomie avec Barnaba Oriani.
Le 17 août 1811, le roi de Naples Joachim Murat le rappelle à Naples, le nommant directeur de l'Observatoire situé dans l'ancien monastère de San Gaudioso.
En 1812, le roi accepta la demande de Zuccari d'ériger un nouveau bâtiment pour l'Observatoire près du Palais Royal de Capodimonte. Avec l'architecte Stefano Gasse, il conçoit un majestueux édifice de style néoclassique dont la première pierre est posée le 4 novembre 1812. Après sa mort, le projet original a été partiellement modifié par Giuseppe Piazzi pour rendre les espaces plus fonctionnels  et conclu par Carlo Brioschi, nouveau directeur de l'Observatoire, qui fit la première observation astronomique le 17 décembre 1817.
Avec le peu d'instruments disponibles à l'observatoire de San Gaudioso, Zuccari fit une longue série de mesures de positions stellaires. Mai ce catalogue d'étoiles n'a jamais été publié pour la mort prématurée de l'astronome.
En 1815, il prend comme élève son neveu Ernesto Capocci avec qui il fait également des observations météorologiques.
Il fut membre de l'Imperiale e Reale Ateneo Italiano (1810), de l'Académie des sciences de Naples (1811), de l'Académie pontanienne (1812), de l'Institut royal d'encouragement (1812) et chevalier de l'Ordre royal des Deux-Siciles (vers 1814).